# Nekrolog 1553
Nekrolog
◄◄
| ◄
| 1549
| 1550
| 1551
| 1552
| 1553 | 1554 | 1555 | 1556 | 1557 | ► | ►►
Weitere Ereignisse | Allgemeiner Nekrolog 1553
Die Beschreibung der verstorbenen Person sollte so kurz wie möglich gehalten sein und nur deren signifikante Tätigkeit(en) enthalten.
Neue Namen ggf. auch unter dem Geburts- und Sterbedatum, also etwa unter 1. Januar und im Geburts- und Sterbejahr (2024) eintragen (nur bei entsprechender großer Wichtigkeit). Für Beispiele siehe die schon vorhandenen Artikel.
Außerdem über die fünf zuletzt Verstorbenen, zu denen es einen ausreichend guten Artikel für eine Präsentation auf der Hauptseite gibt, nach der todesbedingten Überarbeitung der Artikel ggf. auch unter Wikipedia Diskussion:Hauptseite informieren und sie am besten auch in den anderen Wikipedia-Sprachversionen eintragen. Tipp: Regelmäßig bei news.google.de nach „ist tot“, „gestorben“ oder „verstorben“ suchen.
Wenn eine Person gestorben ist, gibt es viele Seiten zu dieser Person in der Wikipedia, die davon auch betroffen sind und entsprechend aktualisiert werden müssen. Beispiele: Namenübersichtsseite, Geburtsjahr, Geburtsort-Seiten und viele mehr.
Wie finde ich die betroffenen Seiten?
Im Suchfeld auf der linken Seite gibt man den Suchbegriff so ein: „Vorname Nachname“. Dann klickt man auf Volltext und alle Seiten mit entsprechendem Suchtext werden aufgerufen. Hier sieht man dann schnell, wo auch das Todesjahr Sinn macht oder sogar ein Teil des Artikels angepasst werden muss. Auch hilft das „Werkzeug“ auf der linken Seite sehr gut, um solche Seiten aufzufinden: „Links auf diese Seite“. Somit ist die Wikipedia wieder aktuell in allen Bereichen! Hinweis: bei Eintragung der Kategorie „Gestorben JAHR“ wird der Missbrauchsfilter 49 ausgelöst, was jedoch nicht schlimm ist. Siehe: Spezial:Missbrauchsfilter/49
Dies ist eine Liste von im Jahr 1553 verstorbenen bekannten Persönlichkeiten. Die Einträge erfolgen innerhalb der einzelnen Daten alphabetisch sortiert. Tiere sind im Nekrolog für Tiere zu finden.

## Januar
| Tag        | Name             | Beruf, bekannt als                                         | Alter | Beleg |
| ---------- | ---------------- | ---------------------------------------------------------- | ----- | ----- |
| 1. Januar  | Johannes Rivius  | Pädagoge und Theologe                                      | 52    |       |
| 6. Januar  | Otto IV.         | Graf von Rietberg (1535–1552)                              |       |       |
| 13. Januar | Georg II.        | Herzog von Münsterberg, Herzog von Oels und Graf von Glatz | 40    |       |
| 20. Januar | Bernhard         | Markgraf von Baden-Pforzheim                               |       |       |
| Januar     | Pierino da Vinci | italienischer Bildhauer                                    |       |       |

## Februar
| Tag         | Name             | Beruf, bekannt als                                | Alter | Beleg |
| ----------- | ---------------- | ------------------------------------------------- | ----- | ----- |
| 4. Februar  | Caspar Othmayr   | deutscher evangelischer Geistlicher und Komponist | 37    |       |
| 6. Februar  | Ernst            | Markgraf von Baden                                | 70    |       |
| 8. Februar  | Johann Ernst     | Herzog von Sachsen-Coburg                         | 31    |       |
| 19. Februar | Erasmus Reinhold | deutscher Astronom und Mathematiker               | 41    |       |

## März
| Tag      | Name                   | Beruf, bekannt als                                          | Alter | Beleg |
| -------- | ---------------------- | ----------------------------------------------------------- | ----- | ----- |
| 5. März  | Augustin Hirschvogel   | deutscher Künstler, Geometer und Kartograf                  |       |       |
| 7. März  | Wolfgang Dachstein     | deutscher Organist und Textdichter                          |       |       |
| 18. März | Václav Hájek z Libočan | böhmischer Chronist des Mittelalters                        |       |       |
| 20. März | Markus Beck            | österreichischer Adliger und niederösterreichischer Kanzler | 61    |       |
| 23. März | Conrad von Hanstein    | deutscher Adeliger und kaiserlicher Offizier                |       |       |

## April
| Tag       | Name              | Beruf, bekannt als                                                                                            | Alter | Beleg |
| --------- | ----------------- | --- | ----- | ----- |
| 5. April  | Anton Corvinus    | lutherischer Theologe, niedersächsischer Reformator und Landessuperintendent im Herzogtum Calenberg-Göttingen |       |       |
| 9. April  | François Rabelais | Arzt, Schriftsteller der französischen Renaissance                                                            |       |       |
| 11. April | Georg von Logau   | Humanist und Dichter                                                                                          |       |       |

## Mai
| Tag     | Name                       | Beruf, bekannt als                                                                       | Alter | Beleg |
| ------- | -------------------------- | ---------------------------------------------------------------------------------------- | ----- | ----- |
| 5. Mai  | Erasmus Alberus            | deutscher Theologe, Reformator und Dichter                                               |       |       |
| 7. Mai  | Georg III. von Ortenburg   | Dompropst von Freising, Domherr von Freising, Augsburg und Salzburg und kaiserlicher Rat |       |       |
| 13. Mai | Johannes Aepinus           | deutscher evangelischer Theologe und Reformator                                          |       |       |
| 15. Mai | Conrad Faber von Kreuznach | deutscher Maler                                                                          |       |       |
| 16. Mai | Martial Alba               | französischer Theologe und Märtyrer                                                      |       |       |
| 16. Mai | Pierre Escrivain           | französischer Theologe und Märtyrer                                                      |       |       |
| 16. Mai | Charles Favre              | französischer Theologe und Märtyrer                                                      |       |       |
| 16. Mai | Pierre Navihères           | französischer Theologe und Märtyrer                                                      |       |       |
| 16. Mai | Bernard Seguin             | französischer Theologe und Märtyrer                                                      |       |       |
| 23. Mai | Francesco Donà             | Doge von Venedig                                                                         |       |       |

## Juni
| Tag      | Name                  | Beruf, bekannt als                                                      | Alter | Beleg |
| -------- | --------------------- | ----------------------------------------------------------------------- | ----- | ----- |
| 3. Juni  | Wolf Huber            | österreichisch-deutscher Maler, Zeichner und Baumeister der Renaissance |       |       |
| 17. Juni | Peter von Spreckelsen | deutscher Jurist, Senator und Bürgermeister von Hamburg                 | 59    |       |
| 22. Juni | Girolamo Marini       | italienischer Architekt und Militäringenieur                            |       |       |

## Juli
| Tag      | Name                                         | Beruf, bekannt als                                                                | Alter | Beleg |
| -------- | -------------------------------------------- | --------------------------------------------------------------------------------- | ----- | ----- |
| 6. Juli  | Eduard VI.                                   | englischer König (1547–1553)                                                      | 15    |       |
| 9. Juli  | Philipp Magnus von Braunschweig-Wolfenbüttel | Herzog zu Braunschweig-Lüneburg-Wolfenbüttel                                      | 26    |       |
| 11. Juli | Moritz                                       | Herzog, später Kurfürst von Sachsen                                               | 32    |       |
| 15. Juli | Franz von Waldeck                            | Bischof von Osnabrück und Münster und Administrator von Minden und Kölner Domherr |       |       |
| 16. Juli | Kilian Leib                                  | Prior und Humanist                                                                | 82    |       |
| 16. Juli | Bernardino Maffei                            | italienischer Kardinal der katholischen Kirche                                    | 39    |       |
| 18. Juli | Orazio Farnese                               | Herzog von Castro                                                                 |       |       |
| 31. Juli | Wilhelm von Schachten                        | landgräflich-hessischer Rat und Marschall                                         |       |       |

## August
| Tag        | Name                                   | Beruf, bekannt als                                              | Alter | Beleg |
| ---------- | -------------------------------------- | --------------------------------------------------------------- | ----- | ----- |
| 6. August  | Girolamo Fracastoro                    | italienischer Gelehrter der Renaissance, u. a. Dichter und Arzt |       |       |
| 13. August | Ludovico de Torres                     | spanischer Erzbischof von Salerno                               |       |       |
| 17. August | Karl III.                              | Herzog von Savoyen                                              | 66    |       |
| 22. August | John Dudley, 1. Duke of Northumberland | englischer Adliger                                              |       |       |
| 30. August | Margaretha von Westernach              | deutsche Adlige                                                 |       |       |

## September
| Tag           | Name                     | Beruf, bekannt als                                | Alter | Beleg |
| ------------- | ------------------------ | ------------------------------------------------- | ----- | ----- |
| 5. September  | Giovanni Mollio          | Reformator und Märtyrer                           |       |       |
| 6. September  | Johannes Dubravius       | Bischof von Olmütz                                |       |       |
| 8. September  | Francisco de Montejo     | spanischer Konquistador                           |       |       |
| 6. September  | Juan de Homedes          | Großmeister des Malteserordens                    |       |       |
| 9. September  | Justinian von Holzhausen | Frankfurter Patrizier, Ratsherr und Bürgermeister | 50    |       |
| 11. September | Christoph Uthmann        | erzgebirgischer Unternehmer                       | 45    |       |
| 13. September | Nicolaus Rehdiger        | schlesischer Großhändler und Bankier              |       |       |
| 14. September | Philipp von Gundelsheim  | Bischof von Basel                                 |       |       |

## Oktober
| Tag         | Name                     | Beruf, bekannt als                                                          | Alter | Beleg |
| ----------- | ------------------------ | --------------------------------------------------------------------------- | ----- | ----- |
| 6. Oktober  | Şehzade Mustafa          | osmanischer Prinz, Sohn von Sultan Süleyman I. und Mahidevran Sultan        | 38    |       |
| 6. Oktober  | Caspar Huberinus         | deutscher lutherischer Theologe                                             | 52    |       |
| 7. Oktober  | Cristóbal de Morales     | spanischer Komponist                                                        |       |       |
| 15. Oktober | Joost von Bronckhorst    | Graf von Bronckhorst und Herr zu Borculo und Lichtenvoorde                  | 49    |       |
| 16. Oktober | Lucas Cranach der Ältere | deutscher Maler und Grafiker                                                |       |       |
| 17. Oktober | Georg III.               | Fürst von Anhalt-Dessau, katholischer Priester und evangelischer Reformator | 46    |       |
| 19. Oktober | Bonifazio Veronese       | italienischer Maler                                                         |       |       |
| 27. Oktober | Michael Servetus         | spanischer Arzt, Gelehrter, Humanist und Theologe                           |       |       |
| 28. Oktober | Giovanni Salviati        | italienischer Kardinal der Römischen Kirche                                 | 63    |       |
| 30. Oktober | Jakob Sturm von Sturmeck | reformierter Bürgermeister von Straßburg                                    | 64    |       |

## November
| Tag          | Name                           | Beruf, bekannt als                 | Alter | Beleg |
| ------------ | ------------------------------ | ---------------------------------- | ----- | ----- |
| 15. November | Lucrezia di Lorenzo de’ Medici | Tochter von Lorenzo den Prächtigen | 83    |       |

## Dezember
| Tag          | Name                         | Beruf, bekannt als                                  | Alter | Beleg |
| ------------ | ---------------------------- | --------------------------------------------------- | ----- | ----- |
| 3. Dezember  | Ludwig von Hanau-Lichtenberg | deutscher Adliger                                   | 66    |       |
| 10. Dezember | Giovanni Domenico De Cupis   | italienischer Kardinal                              |       |       |
| 14. Dezember | Hanibal Lucić                | kroatischer Poet und Schriftsteller der Renaissance |       |       |
| 21. Dezember | Sinan Pascha                 | osmanischer Großadmiral                             |       |       |
| 25. Dezember | Pedro de Valdivia            | spanischer Konquistador und Gouverneur von Chile    | 56    |       |

## Datum unbekannt
| Tag | Name                     | Beruf, bekannt als                                                               | Alter | Beleg |
| --- | ------------------------ | -------------------------------------------------------------------------------- | ----- | ----- |
|     | Domenico Alfani          | italienischer Maler                                                              |       |       |
|     | Pedro Álvarez de Toledo  | Vizekönig von Neapel                                                             |       |       |
|     | Giorgio Andreoli         | italienischer Bildhauer, Töpfer und Majolikamaler                                |       |       |
|     | Cornelis Anthonisz.      | niederländischer Maler                                                           |       |       |
|     | Johann Bidembach         | deutscher Amtskeller und Reformator                                              |       |       |
|     | Martin Bussart           | dänischer Baumeister und Bildhauer                                               |       |       |
|     | Frans Crabbe             | Kupferstecher                                                                    |       |       |
|     | Peter Feurer             | Bürgermeister der Reichsstadt Heilbronn (1551–1553)                              |       |       |
|     | Mateu Fletxa el Vell     | spanischer Komponist                                                             |       |       |
|     | Hans Fuchs von Wallburg  | Reichshauptmann von Regensburg                                                   |       |       |
|     | Ihan Gero                | franko-flämischer Komponist                                                      |       |       |
|     | Franciscus Irenicus      | deutscher Humanist, Historiker und reformatorischer Theologe                     |       |       |
|     | Johann Conrad von Wernau | deutscher Ritter und Student zu Tübingen                                         |       |       |
|     | George Joye              | englischer reformierter Geistlicher                                              |       |       |
|     | Piotr Kmita Sobieński    | polnischer Adeliger und Staatsmann                                               |       |       |
|     | Laurens Laurensen        | deutscher Theologe und Dominikanerprior                                          |       |       |
|     | Baltasar Martin          | Volksheld der Kanareninsel La Palma                                              |       |       |
|     | Wenceslaus Nawmann       | sächsischer Kanzler, Dresdner Ratsherr und Bürgermeister                         |       |       |
|     | Heinrich Never           | Mönch des Franziskanerordens im Grauen Kloster in Wismar                         |       |       |
|     | Nikolaus Prugener        | deutscher Mathematiker, Astronom, evangelischer Theologe und Reformator          |       |       |
|     | Guillem Scrotes          | flämischer Maler                                                                 |       |       |
|     | Jörg Unkair              | deutscher Baumeister der Renaissance                                             |       |       |
|     | James Wedderburn         | schottischer Dichter                                                             |       |       |
|     | Christoph Wertwein       | Administrator der Diözese Wiener Neustadt und ernannter Bischof der Diözese Wien |       |       |